# Las flores (canción)
«Las flores» es una canción del segundo álbum de estudio de la Banda de Rock alternativo Café Tacvba, publicado en 1994. Escrita por Emmanuel del Real (Meme), la canción es otra exitosa del álbum y fue lanzada por la discográfica Warner Music Group.

## Lista de canciones

### CD - Maxi sencillo[5]
| Las flores — Single |              |          |  |
| N.º                 | Título       | Duración |  |
| 1.                  | «Las flores» | 2:15     |  |

## Posiciones en las listas
| Listas (2003)                              | Posición |
| ------------------------------------------ | -------- |
| Estados Unidos Billboard Hot Latin Tracks  | 24       |
| Estados Unidos Billboard Latin Pop Airplay | 19       |